# Louis de Jaucourt

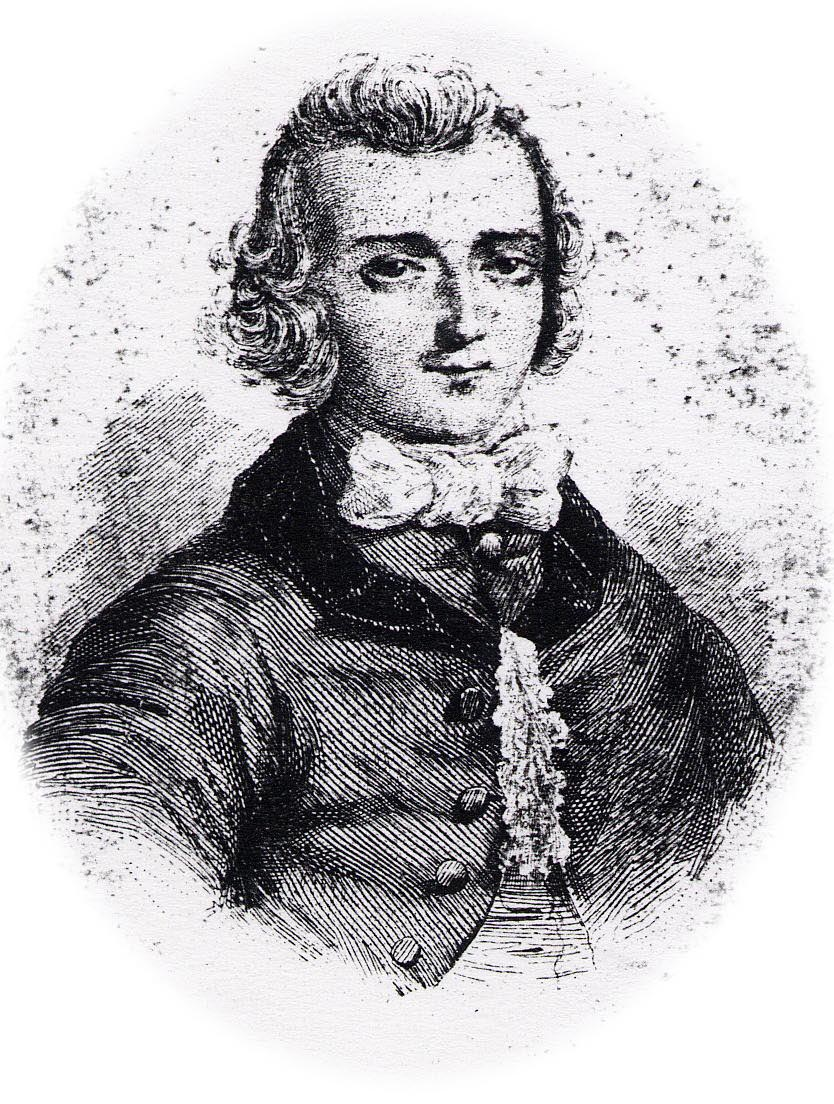
Louis de Jaucourt

Louis de Jaucourt (* 16. September 1704 in Paris; † 3. Februar 1779 in Compiègne) war ein französischer Arzt, Schriftsteller und Enzyklopädist im Zeitalter der Aufklärung. Mit mehr als 15.000 Artikeln war dieser Aufklärer maßgeblich an der von Diderot und d’Alembert herausgegebenen Encyclopédie beteiligt. Nach dem Rücktritt d’Alemberts wurde er sein Nachfolger.

## Leben und Werk
Die Familie de Jaucourt gehörte zum alten burgundischen Landadel, bekannte sich zum reformierten Christentum der Hugenotten und wurde deswegen im katholischen Frankreich von der Obrigkeit misstrauisch beobachtet. Sein Vater war Pierre Antoine I de Jaucourt baron d’Hubans (1658–1736), seine Mutter war Marie de Mouginot, beide seit dem 14. September 1684 verheiratet. Er hatte noch zwei Geschwister, Isabelle de Jaucourt und Pierre Antoine II baron d’Hubans de Jaucourt, Marquis de Chantome (1687–1780).
Der junge Louis ging unter falschem Namen, Louis de Neufville, in Genf zur Schule und studierte dann erst acht Jahre Medizin in Cambridge, um danach nach Leiden überzuwechseln. Dort waren seine Lehrer u. a. Théodore Tronchin und Hermann Boerhaave. In Holland begann er auch seine schriftstellerischen Tätigkeiten. Das Thema seiner 1730 geschriebenen und in Paris veröffentlichten Dissertation lautete: Dissertatio medica inauguralis, De Allantoide humana.
Obgleich er seinen Abschluss in Medizin im Jahre 1730 erhielt, praktizierte er nicht als Arzt, besuchte aber vom Jahre 1733 an erneut Kurse bei Boerhaave, schrieb aber auch einige Essays über den deutschen Philosophen und Universalgelehrten Gottfried Wilhelm Leibniz.
Nach Frankreich heimgekehrt, dokumentierte er das erworbene Wissen in einem anatomisch-medizinischen Lexikon. Als nach zwanzig Jahren Arbeit sein Werk 1751 fertiggestellt war, wollte er es in Amsterdam drucken lassen, damit es nicht der staatlichen Zensur ausgesetzt war. Das Manuskript ging bei einem Schiffbruch verloren – es gab keine Kopie.
Um das Jahr 1751 bot de Jaucourt seine Mitarbeit an der eben begonnenen Encyclopédie an. Denis Diderot war einverstanden und ab dem zweiten Band der Encyclopédie lieferte de Jaucourt fortan viele Beiträge. Die Encyclopédie sollte Wissen, Gedankengut und Weltsicht der Aufklärung verbreiten, hatte deswegen unter Adel und Klerus viele Gegner und wurde schließlich 1757 verboten. Viele bisherige Mitarbeiter wagten es nicht, dem Verbot zu widerstehen, und nach dem siebenten Band (bis zum Eintrag Gythium) wurde die Auslieferung für acht Jahre unterbrochen.
Das Verhältnis von Denis Diderot zu de Jaucourt lässt sich als ambivalent beschreiben. Die persönliche Beziehung blieb eher kühl, Diderot schätzte aber die Beiträge zur Encyclopédie. De Jaucourt war an dem Projekt mit einer großen Anzahl von Artikeln und auch finanziell beteiligt. Er verfasste bis zu vier Artikel am Tag. Zur Unterstützung verpflichtete er mehrere Sekretäre und bezahlte sie aus eigener Tasche. Die Gruppe der Verleger um André Le Breton, Antoine-Claude Briasson, Michel-Antoine David und Laurent Durand verweigerte ihm eine Bezahlung für seine Tätigkeiten (siehe hierzu Verlegerische und ökonomische Aspekte der Encyclopédie). Aus ihren Rechnungsbüchern geht hervor, dass sie ihm immerhin die benötigte Literatur zum Schreiben seiner Artikel kostenfrei zur Verfügung stellten, hierdurch entstand in den neun Jahren seiner Tätigkeit ein Betrag von 2749,69 Livres. Sämtliche weiteren Ausgaben, so die Löhne für seine Mitarbeiter, die mit dem Recherchieren, Exzerpieren und Abschreiben der Texte beschäftigt waren, wurden de Jaucourt überlassen. Letztlich verkaufte de Jaucourt sogar sein Haus an den Verleger André Le Breton, um die laufenden Kosten zu begleichen.
Diderot konnte, durch die Beteiligung von de Jaucourt, seine Energie auch auf anderen Vorhaben wenden. Als nach acht Jahren Verbot sowohl der Druck als auch die Auslieferung fortgesetzt wurden, lagen genügend Beiträge bereit, so dass die letzten zehn Text-Bände alle im selben Jahr 1765 erschienen. Darin stammt fast jeder zweite Beitrag von de Jaucourt. Am Ende hatte Jaucourt 17.266 Artikel an der Encyclopédie geschrieben.
Bei so fleißiger Produktion konnte es nicht ausbleiben, dass nicht alle Artikel gleiche Qualität erreichten:

„Während […] manche Definition mehr schlecht als recht abgeschrieben ist, finden sich unter de Jaucourts Beiträgen […] auch Aufsätze, deren Eloquenz den Großen seiner Zeit um nichts nachsteht (besonders über […] Themen wie Bürgerrechte, religiöse Verfolgung und Glaubensfreiheit).“

Diderot lobte de Jaucourt zwar öffentlich, bezeichnete ihn aber privat als pedantischen Vielschreiber. Diese Geringschätzung de Jaucourts setzte sich später durch. Die Verdienste des Chevalier Louis de Jaucourt um die Encyclopédie werden so gut wie nie erwähnt, obwohl das Werk ohne ihn Fragment geblieben wäre.

## Ehrungen
Jaucourt war Mitglied der Académie de Bordeaux und der Kungliga Vetenskapsakademien ab 1755, der Royal Society of London ab 1756 und der Preußischen Akademie der Wissenschaften ab 1764.
1999 wurde der Asteroid (6977) Jaucourt nach ihm benannt.

## Werke (Auswahl)
- Dissertatio medica inauguralis de allantoide humana. 1730. Dissertation: Die Allantois beim Menschen.
- Geschichte des Herrn von Leibniz und Verzeichnis seiner Werke. Leipzig 1757[12]
- mit Denis Diderot und Jean Le Rond d'Alembert: Synonymes français. Favre, Paris An IX